# Pedro Barrientos
Pedro Rafael Barrientos Sayago fue un pintor venezolano contemporáneo, nació en la ciudad de San Cristóbal del Táchira, el 15 de diciembre de 1945 en el hogar de sus padres: Pedro Rafael Barrientos y Aquina Sayago de Barrientos.
Frase del pintor Pedro Barrrientos
                  "Pintar un paisaje no es imitar la naturaleza sino transmitir la emoción que siente el pintor al contemplarla"

## Actividad académica
Realizó estudios de Dibujo y Pintura en la Escuela de Artes Plásticas de San Cristóbal durante el período 1966-1971. Obteniendo el Título en Mención de "Artes Puras y Aplicadas". Quedando como profesor de esa misma institución nombrado por el director Valentín Hernández Useche. Por más de medio siglo mantuvo vigente la Escuela Andina de Pintura y desempeñó la cátedra de composición, pintura al óleo y escultura, en la capital del Estado Táchira.

## Cargos desempeñados

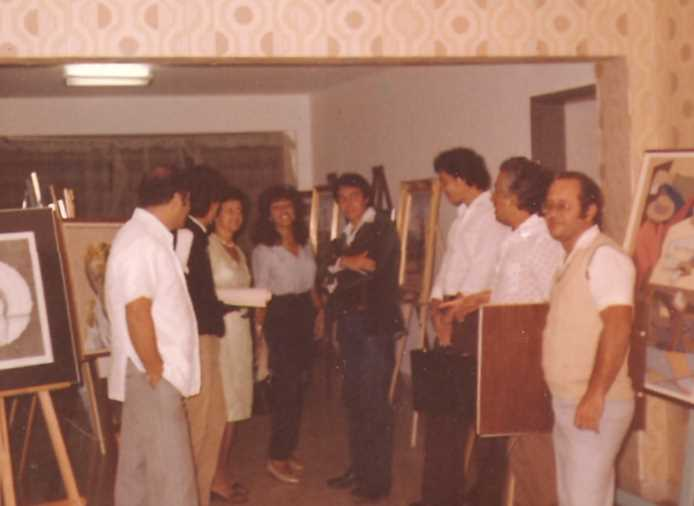
Exposición de Artistas Bolivarianos en la galería Mara, de San Cristóbal del Táchira, en julio de 1983. Entre otras personas, parecen los críticos de arte Alberto Bedoya Polanco, Mérida Torres y los pintores Elzer Becerra, Miguel Ángel Suárez y Pedro Barrientos

- Profesor de la Escuela de Artes Plásticas de San Cristóbal, diurno y nocturno 1971-2000.
- Desempenó el cargo de docente de pintura en la ciudad de Colón, Casa de la Cultura "Pedro Antonio Ríos Reina".
- Profesor de Ayudas Audiovisuales Escuela Normal "J.A Román Valecillos"
- Vicepresidente de la Asociación Venezolana de Artistas Plásticos (AVAP) edo. Táchira 1997.
- Director de la Escuela de Artes Plásticas de San Cristóbal, diurno, durante el periodo 1997- 2000.
- Dirigente de la Comisión de Cultura y Deporte Consejo Comunal "Barrio Monseñor Ramírez" periodo 2007-2008-2009.

## Análisis de la Pintura de Barrientos

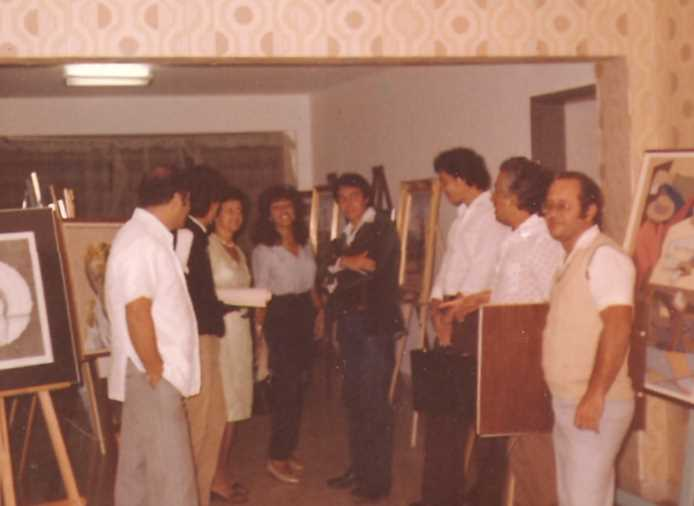
Exposición de Artistas Bolivarianos en la galería Mara, de San Cristóbal del Táchira, en julio de 1983. Entre otras personas, parecen los críticos de arte Alberto Bedoya Polanco, Mérida Torres y los pintores Elzer Becerra, Miguel Ángel Suárez y Pedro Barrientos

Comenzó por el Paisaje y la figura humana. Temperamento suave, pasivo y de rico colorido. Dominio de la pincelada. Coloreado personalizado que lo identifica. Óleo, Acuarelas, Tintas, Acrílicos dominados con técnica. Costumbres de cada pueblo, con luz, color, atmósfera,clima, vegetación y montañas son codiciados en cada muestra artística. Por último, incursionó en el modernismo, los cuales rebosaron de mucha genialidad.

## Actividad pictórica

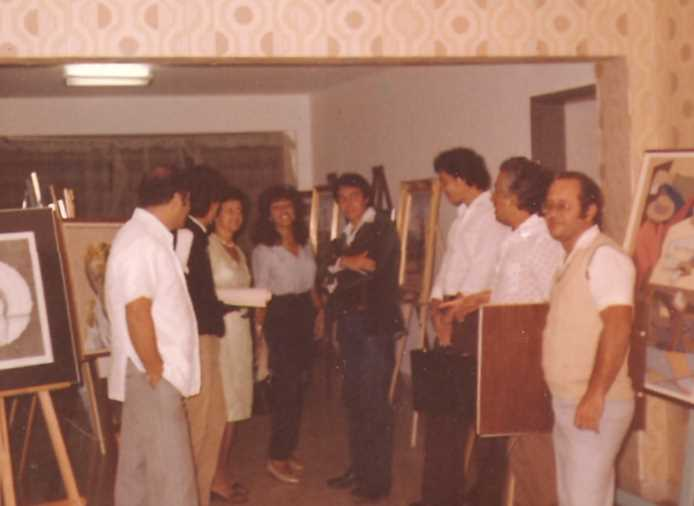
Exposición de Artistas Bolivarianos en la galería Mara, de San Cristóbal del Táchira, en julio de 1983. Entre otras personas, parecen los críticos de arte Alberto Bedoya Polanco, Mérida Torres y los pintores Elzer Becerra, Miguel Ángel Suárez y Pedro Barrientos

En el catálogo de la gran exposición "Cuatro pintores bolivarianos", en la desaparecida Galería de Arte Mara, de San Cristóbal del Táchira, el curador y crítico de arte Alberto Bedoya Polanco destaca la importancia de Barrientos en el desarrollo de la plástica moderna del occidente venezolano, tanto por su obra pictórica como docente. En las aulas de la Academia de artes Plásticas de San Cristóbal del Táchira ha fundido su concepción estética con los maestros Elzer Becerra, Miguel Ángel Sánchez y Belkis Candiales Caballero, entre otros connotados artistas tachirenses.
En esa misma escuela de arte, al lado del maestro Elzer Becerra impulsó el desenvolvimiento de la estética geometrista en la moderna pintura venezolana entre los años 70 y 80 del siglo pasado. Sin embargo, se ha mantenido en la línea del figurativismo y el realismo, con fuerte acento en la descripción de los tipos y paisajes regionales.
En julio de 1983, con motivo del Bicentenario del nacimiento del Libertador Simón Bolívar, su obra pictórica ocupó puesto de honor en la magna exposición "Pintores Bolivarianos" de la Galería Mara. En esa ocasión, el crítico de arte Alberto Bedoya se refirió a Barrientos como uno de los más intrépidos y avesados pinceles de la moderna plástica de los Andes colombo-venezolanos, paleta de colores limpios e imaginación fecunda".

## Premios y reconocimientos
Reconocido como El PINTOR DE LOS BUEYES por incluir recurrentemente estos símbolos de fortaleza y laboriosidad en su pintura.
Para Barrientos, los Bueyes representaban su propia identidad, los cuales eran plasmados en un homenaje al hombre laborioso de la tierra Tachirense, al ser humano trabajador, que aunque arrastre consigo enormes pesos llega a la cima.
- Premio 2.º Lugar Colegio Andrés Bello año 1958.
- Premio 2.º Lugar Colegio La Salle año 1964 y 1966.
- Premio 1.er Lugar Colegio La Salle año 1965.
- Premio Feria Internacional de San Sebastián 1965.
- Premio 2.º Lugar Técnica Acuarela en Centro de Profesionales año 1973.
- Premio 1.er Lugar Salón Anual Galería Plaza año 1975.
- Padrino X Promoción de la Escuela de Artes Plásticas y Aplicadas de San Cristóbal 1976.
- Padrino XIII Promoción de la Escuela de Artes Plásticas y Aplicadas de San Cristóbal 1979.
- Premio 5.º Lugar en 1.er Salón Anual de Pintura Tachirense Galería Ariete año 1980.
- Padrino Plan Vocacional Escuela de Artes Plásticas y Aplicadas de San Cristóbal Mención Arte Puro 1990.
- Botón de Oro Manuel Osorio Velasco AVAP Táchira 1991.
- Condecoración Ramón Buena Hora Gobernación del estado Táchira 1995.
- Padrino XXX Promoción de la Escuela de Artes Plásticas y Aplicadas de San Cristóbal 1996.
- Condeconracion Ramón Buena Hora 2000.
- Honor al Mérito Docente 2001.
- Condecoración con la insignia en su única clase Batallón Carabobo Fuerte Murachi 2003.
- Botón al Mérito Profesional y Sindical Licdo José Ramón Guerrero Zambrano año 2007.
- Reconocimiento en la Colectiva Maestros de la Escuela Andina en Club Tennis año 2005
- Premio 2.º Lugar Concurso del Afiche en la Feria Internacional de San Sebastián año 2009.

- El 14 de mayo de 2009, la Fundación del Museo de Artes Visuales y del Espacio (Funmavet), representada por la museóloga Belkis Candiales, Juan Carlos Ojeda, Jesusa de Márquez y en compañía del poeta Rubén Darío Becerra, le otorgó el reconocimiento a una gran trayectoria de más de 40 años de trabajo y lo distinguió con el botón de honor, por haber contribuido a la formación de nuevos artistas con su labor educativa en la Escuela de Artes Plásticas de San Cristóbal.[2]

- Botón de Honor Por haber Contribuido a la Formación de Nuevos Artistas con su Labor Educativa en la Escuela de Artes Plásticas de San Cristóbal MAVET 2009.
- Medalla de Honor "Valentín Hernández Useche" Museo MAVET junio de 2010.[3]
- Foro Mavet Vida y Obra del Pintor Pedro Barrientos junio de 2010.[4]
- Premio 3.er Lugar y 1.er Lugar votación del Público Afiche Feria de San Sebastián 2010.
- Premio 1.er lugar VI Concurso Binacional de Pintura Paisaje del Rotary Club Edo. Táchira 2011.
- Reconocimiento Conmemoración Centenario Manuel Osorio Velasco Dirección de Cultura, mayo de 2011.
- Reconocimiento Escuela de Formación de Guardias Nacionales ESGUARNAC, mayo de 2011.
- Invitado Especial VII Concurso Binacional de Pintura Centro Médico Rotaria Dr.Pablo Puky 2012.[5]
- Reconocimiento como Exdirector de la Escuela de Artes Plásticas en su 50 Aniversario 2012.
- Reconocimiento VII Concurso Binacional de Pintura San Cristóbal y Pamplona - Fundación Centro Médico Rotario Dr. Pablo Puky, abril de 2012.
- Reconocimiento Expo Colectivo de Creadores Visuales del Táchira - Ministerio del Poder Popular para la Cultura - FISS, enero de 2013.
- Invitado especial VIII Concurso Nacional de Pintura Fundación Dr. Pablo Puky, abril de 2013.
- Reconocimiento VIII Concurso Nacional de Pintura - Fundación Centro Médico Rotario Dr. Pablo Puky, abril de 2013.
- Exposición Colectiva Expresiones Dirección de Cultura Galería Manuel Osorio Velasco, junio de 2013.
- Exposición Colectiva Resistencia y Revolución Salón Bravo Pueblo del Consejo Legislativo del Estado Táchira, octubre de 2013.
- Padrino XLP Promoción de Dibujo y Pintura Fundación Cultural y Educativa Estudio Libre de Arte Taller Simón Bolívar y a su vez Reconocimiento Como Pintor de la Yunta de Bueyes La Grita Estado Táchira diciembre de 2013.
- Reconocimiento Día del Artista Plástico Gabinete de la Cultura Casa Steinfort, mayo de 2014.
- Exposición Colectiva Día del Artista Plástico, mayo de 2014.
- Reconocimiento por donación de Obra Pictórica al Museo de Artes Visuales y del Espacio (MAVET). Convirtiéndose en Patrimonio Cultural de la Región, septiembre de 2014.
- Reconocimiento por el Día del Artista Plástico, Alcaldía de San Cristóbal 2022.

## Obra
Entre sus obras destacan:
- Relieve Escultórico Plaza del Alumno Esguarnac (Cordero).
- Busto de Pio Gil en Liceo Pedro María Morantes en la Concordia.
- Busto del Dr. Alberto Díaz González Ciudad de los Muchachos, situado en el barrio la Victoria.
- Relieve Escultórico en el Patio del Fuerte Murachi en Vega de Aza.
- Murales en Técnica Esmalte en el Salón Bolivariano Fuerte Murachi realizado en compañía del pintor Jose Gregorio.
- Mural situado en el Centro Clínico San Cristóbal titulado El Bautismo.
- Mural pintura de porcelana sobre cerámica "El comienzo de la humanidad" en piso 6 Hospital Central de San Cristóbal.
- Relieve Escultórico Don Quijote y Sancho Panza situado en el Casino Platinium, realizado en compañía de los pintores Martin Barrios, José Gregorio y Jorge Santana.
- Mural del Día Mundial del Agua realizado en la Comunidad Monseñor Ramírez.[6]